# Sturmius

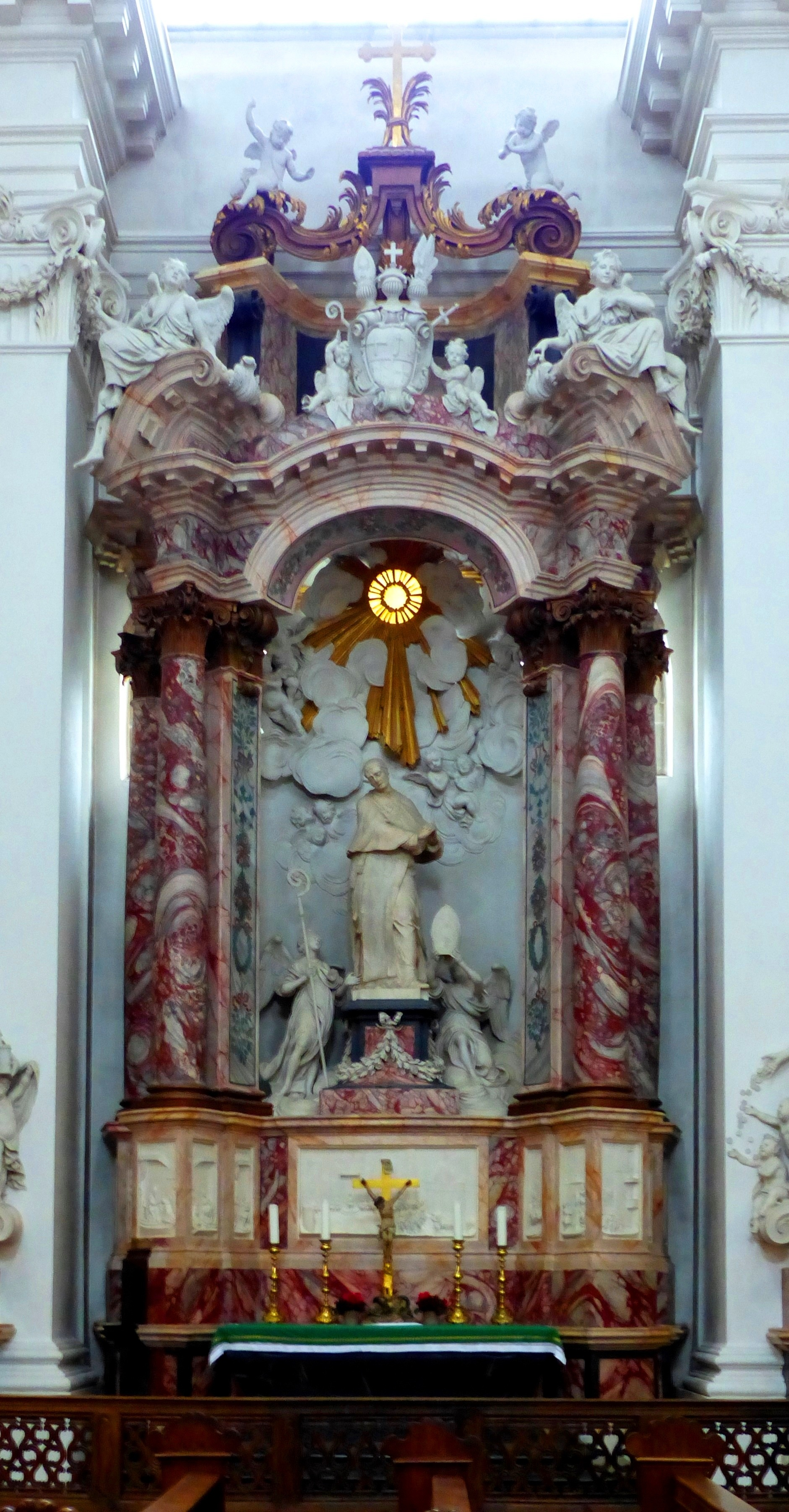
St.-Sturmius-Altar im Fuldaer Dom

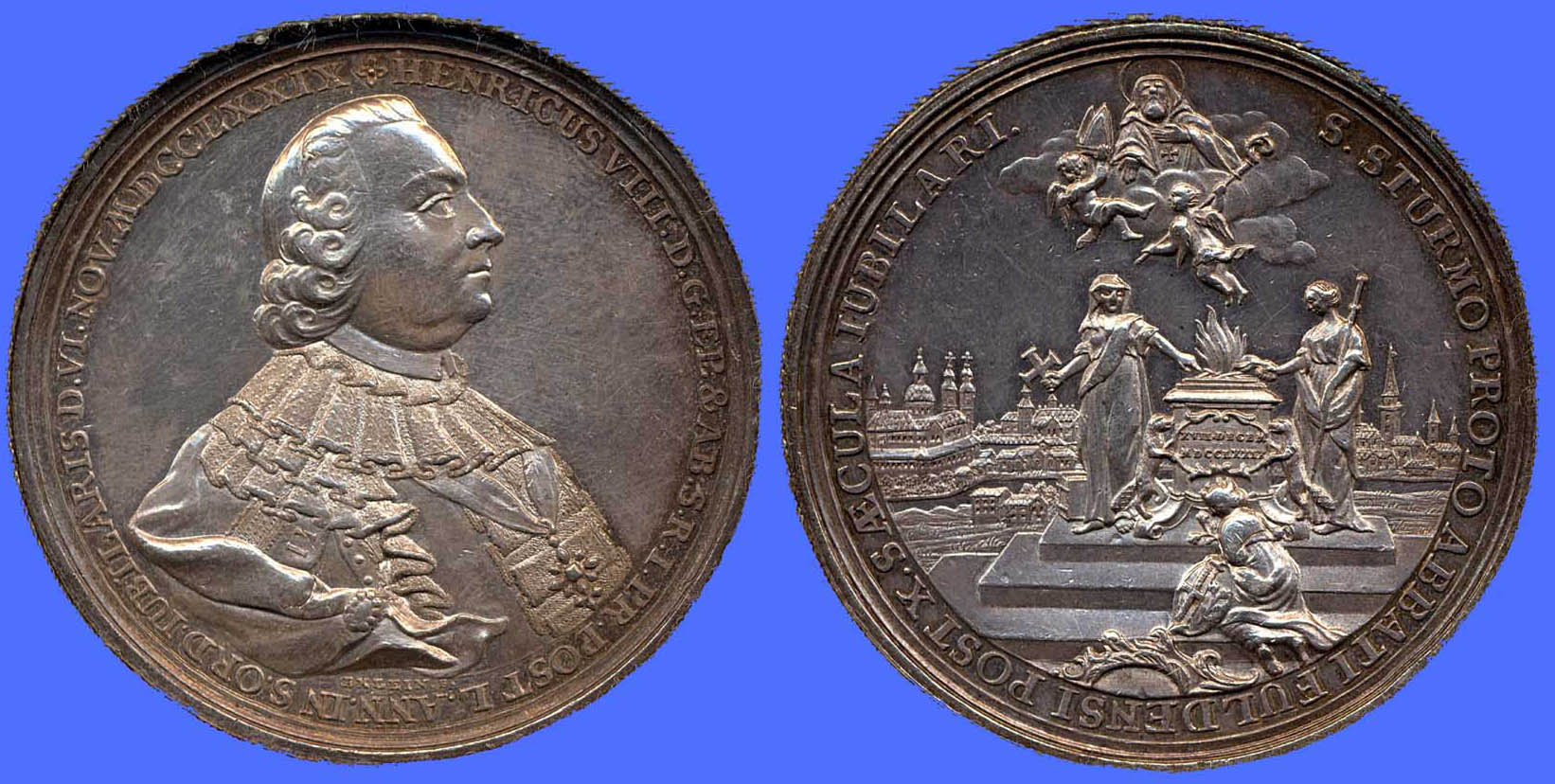
Medaille Heinrich von Bibras von 1779 aus Anlass seines Goldenen Ordensjubiläums (Vorderseite) und des 1000. Todesjahres des hl. Sturmius (Rückseite)

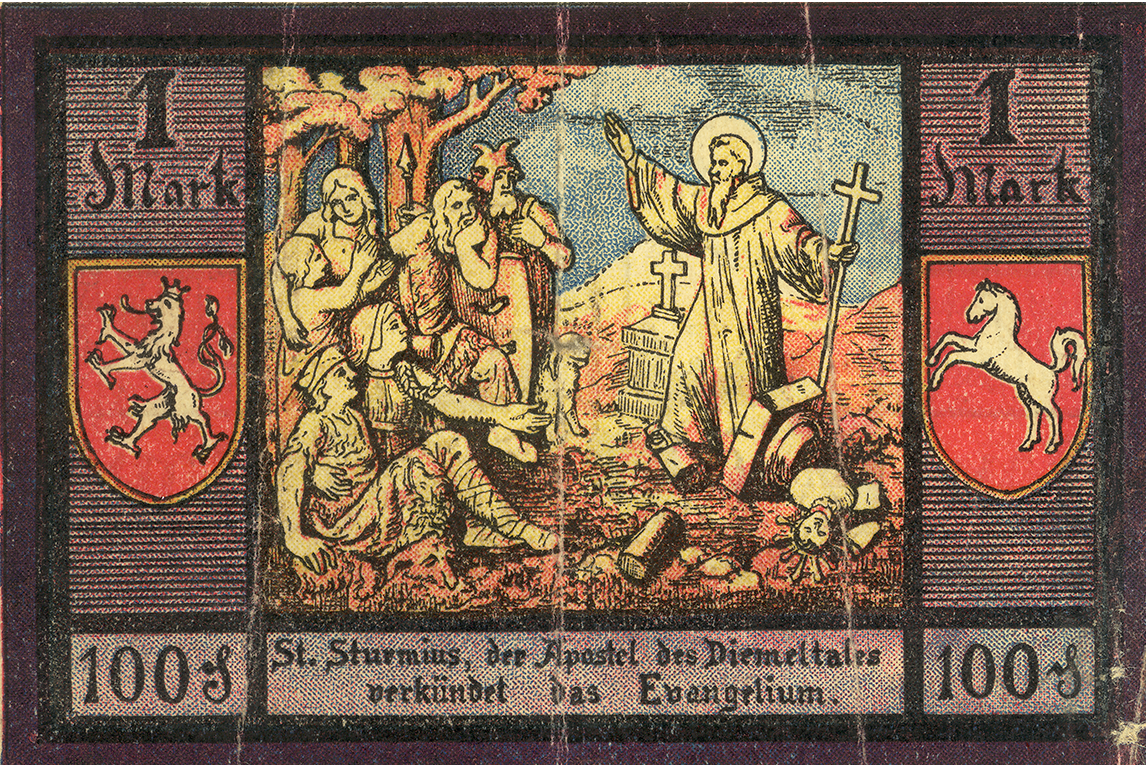
Abbildung des hl. Sturmius auf Notgeld der Stadt Niedermarsberg (1921): „St. Sturmius, der Apostel des Diemeltales, verkündet das Evangelium“.

Sturmius (selten auch Sturmio, in den Quellen jedoch zumeist in nicht latinisierter Form Sturmi, Sturmis, gelegentlich auch Styrmi, Styrme, in älterer Sekundärliteratur meist Sturm genannt; * wohl nach 700 als Spross „einer westbayerischen Grundherrenfamilie aus dem Sempt-Isengebiet unweit von Freising“, nach einer lokalen Überlieferung in Aiglsdorf Markt Nandlstadt; † ca. 17. Dezember 779 in Fulda) war Missionar, Priestermönch, Gründer und erster Abt des Klosters Fulda.

## Kirchengeschichtliche Zeitumstände
Sturmis Leben fällt in die Epoche der Mission des 8. Jahrhunderts auf dem Kontinent. Als Schüler von Winfried Bonifatius, dem bedeutendsten der angelsächsischen Missionare, die damals dem Grundsatz der Peregrinatio folgend zur Verbreitung des christlichen Glaubens unter den germanischen Stämmen der Baiern, Alemannen, Mainfranken, Thüringer, Friesen und Sachsen auf den Kontinent kamen,  unterstützte er diesen beim Aufbau einer kirchlichen Organisation und Infrastruktur im mainfränkisch-thüringischen Raum. Entscheidend war seine Rolle als Gründerabt der späteren Reichsabtei Fulda, die eine große Bedeutung als Stützpunkt der Sachsenmission und auch bei der militärischen Sicherung des von Karl dem Großen eroberten Sachsen (Eresburg) sowie als kulturelles Zentrum im rechtsrheinischen Germanien nördlich der Mainlinie spielte. Wichtig für die Zukunft des Klosters war Sturmius‘ erfolgreicher Kampf für dessen Unabhängigkeit und um die Reliquien des Bonifatius, die auch von Mainz als seinem Amtssitz und Dokkum, seinem Sterbeort, beansprucht wurden.

## Leben
Die meisten Informationen über das Leben des Sturmi stammen aus der von Sturmis Verwandtem und späterem Fuldaer Abt Eigil von Fulda verfassten Vita Sturmi, für deren vieldiskutierte, für die Interpretation wichtige Datierung sich ein später Ansatz in die Zeit 818–820 durchzusetzen scheint, woraus sich ergibt, dass der Rückblick auf die Gründergestalt und Gründungsgeschichte aus der Perspektive der nach Abt Ratgars Sturz 817 eingeleiteten monastischen Reform erfolgt. Die frühe Sturmi-Chronologie ist unsicher. Umstritten ist, bei welcher der drei Reisen des Winfried Bonifatius nach Bayern es zur Begegnung mit Sturmi kam, der ihm noch als Knabe (wohl als puer oblatus) von seinen Eltern anvertraut wurde. Am wahrscheinlichsten ist die erste Reise (um 719), während die auch erwogene Ansetzung während einer der beiden späteren Reisen von vermutlich 734 und 738, als ersterer die Neuordnung der Kirchenorganisation im bayerischen bzw. österreichischen Gebiet durchführte (Gründung der Bistümer Salzburg, Regensburg und Passau, sowie Freising), verschiedene chronologische Schwierigkeiten mit sich bringen würde. Er schloss sich Bonifatius an und wurde im Benediktinerkloster Fritzlar bei Abt Wigbert ausgebildet. Im nordhessischen Raum war er als Missionar unterwegs, wo er nach unsicherer Überlieferung 736, wahrscheinlich aber erst 742/743 in Haerulfisfeld (heute Bad Hersfeld) eine mönchische Einsiedelei errichtete. Zu einem unbestimmten Zeitpunkt wurde er in Fritzlar zum Priester geweiht. Im Jahre 744 wurde er von Bonifatius beauftragt, in einem Gebiet namens Eichloha (vermutlich war es der Name einer Zentmark oder Hundertschaft im Altgau Buchonia) ein Kloster zu gründen. Der Grundbesitz, vier Meilen um das neue Kloster, war eine Schenkung des fränkischen Hausmeiers Karlmann, die auf dessen Initiative von den lokalen Grundbesitzern ergänzt wurde. Da letztere an Sturmi tradiert haben sollen, dürfte dieser, und nicht Bonifatius, auch der Empfänger der Karlmann-Schenkung gewesen sein. Das Kloster errichtete Sturmi an einer Furt über die Fulda, wo sich vermutlich ein etwa 50 Jahre zuvor von Sachsen verwüsteter Herrenhof befunden hatte.
Nach der Gründungsphase wurde Abt Sturmi in den Jahren 747 und 748 für einen längeren Aufenthalt im Kloster des heiligen Benedikt von Nursia, Monte Cassino, nach Italien gesandt, um dort die vermeintlich urbenediktinischen consuetudines (Lebensformen) kennenzulernen und sie in Fulda einführen zu können. 751 erreichte Bonifatius, der angesichts seines schwindenden Einflusses und der Unsicherheit hinsichtlich seiner Nachfolge um die Zukunft seines Missions- und Reformwerkes besorgt gewesen sein muss, durch das in seinem Auftrag von Lullus erwirkte sogenannte Zachariasprivileg von Papst Zacharias I. eine begrenzte Exemption für die Abtei, die somit – eher symbolisch – direkt dem Papst unterstellt und dadurch unabhängig von bischöflicher und weltlicher Gewalt wurde. Zuständig für Weihen und andere bischöfliche Amtshandlungen blieb jedoch weiterhin der Diözesan, in dessen Sprengel die Amtshandlung vorzunehmen war. Er durfte allerdings nicht auf eigene Initiative tätig werden, sondern hatte die Einladung (Invitatio) durch Abt und Konvent abzuwarten. Dies sollte nach dem Tode von Bonifatius zu heftigen Auseinandersetzungen zwischen den beiden Bonifatiusschülern, dem Bischof und späteren Erzbischof von Mainz Lullus und Sturmi, führen.
Trotz dieser Umstände gelang es Sturmi, sich gegen die Bischöfe von Utrecht und Mainz durchzusetzen und Bonifatius in Fulda beisetzen zu lassen. Dies steigerte die Bedeutung der Abtei Fulda stark. Die Abtei erhielt dadurch viele Schenkungen und wurde zu einem bedeutenden Wallfahrtsort im ostfränkischen Reich, an den auch viele Angelsachsen pilgerten.
Sturmi konnte sich auch gegen die Bischöfe von Mainz (bzw. nach älterer Auffassung Würzburg) behaupten, die versuchten, die Exemption der Abtei rückgängig zu machen. Sturmi wurde in diesem Zusammenhang bei dem Hausmeier Pippin denunziert, von diesem abgesetzt und von 763 bis 765 in die Abtei Jumièges (Normandie) in die Verbannung geschickt, während das Kloster Fulda, unter Beschlagnahmung des Zachariasprivilegs, Bischof Lullus von Mainz unterstellt wurde. Er wurde jedoch 765 rehabilitiert, und das Zachariasprivileg wurde zurückerstattet. 774 erhielt die Abtei Fulda von Karl dem Großen den Königsschutz und damit den Status eines königlichen Eigenklosters bzw. einer Reichsabtei. In diesem Jahr erhielt Sturmi für die Abtei ein Missionsgebiet an der Diemel und der Weser. Das Stift St. Bonifatii in Hameln wurde von Sturmius gegründet. Auch Minden gehörte in dieses Missionsgebiet. 779 begleitete Sturmi Karl den Großen auf einem Feldzug nach Sachsen, wo er erkrankte. Bald nach seiner Rückkehr nach Fulda starb er.

## Kultische Verehrung
Bereits die Wahl des herausgehobenen Begräbnisortes, der Ostchor der Salvatorbasilika in Fulda, wo kurz danach auch die Nichte des Bonifatius, die später ebenfalls als Heilige verehrte Äbtissin Lioba von Tauberbischofsheim († um 782), bestattet wurde, lässt erkennen, dass sich ein schrittweiser Übergang von Memoria (Totengedenken) zu kultischer Verehrung anbahnte. Die weiteren Schritte wurden von Abt Eigil von Fulda, einem Verwandten Sturmis, der über zwanzig Jahre in Fulda unter Sturmius Mönch gewesen war, vorangetrieben. Nach der 818 wegen des Kryptenbaus in der neuen Ratgerbasilika erforderlich gewordenen Umbettung der beiden „geistlichen Kinder“ des Bonifatius, erfolgte 820 deren feierliche Translation in das südliche Seitenschiff zum Ignatiusaltar. Liturgisch wurde diese räumliche Verbindung dadurch mit Sinn aufgeladen, dass auf den Termin des Festes dieses Heiligen, den 17. Dezember, zusätzlich der Gedenktag für den Gründerabt Sturmi und das Totengedenken für alle Brüder gelegt wurde. Dadurch wurde sinnfällig zum Ausdruck gebracht, dass Ignatius von Antiochia am Orontes, der als zweiter Nachfolger des Apostels Simon Petrus auf dem Stuhl des Patriarchats von Antiochien galt, und der Gründerabt Sturmi gemeinsam als Patrone für das Seelenheil der Brüder des Klosters Fulda wirkten. Spätestens von diesem Zeitpunkt an galt Sturmi demnach als Heiliger und hatte einen herausgehobenen Platz in der Altarlandschaft der Salvatorbasilika, die als Abbild der Heilsgeschichte und der Geschichte des Mönchtums konzipiert war. Eigil war auch der Autor der wohl im Hinblick auf die Translation und Neuordnung der Anniversarfeier 820 verfassten Vita Sturmi, die im Schlusskapitel von der Erwartung der Brüder berichtet, Sturmi werde nach seinem Tod zu Gott gelangen und könne dort als ihr Patron durch seine Fürbitte für sie wirken. Dieser Hinweis diente als Rechtfertigung der kultischen Verehrung und der entsprechenden Maßnahmen. Abt Eigil veranlasste auch die Konzeption einer Sturmi-Messe für den Anniversartag (Jahresgedenktag), wohl durch Hrabanus Maurus, und die Lesung der Vita an diesem Sturmigedenktag. In dem wohl auf karolingische Vorbilder zurückgehenden illuminierten Fuldaer Sakramentar der Niedersächsischen Staats- und Universitätsbibliothek Göttingen (um 975) erscheint Sturmi in einer eschatologischen Bildkomposition zum Allerheiligenfest als Seelenführer seiner Mönche und kommendiert (empfiehlt und geleitet) auf dem Frontispiz, als heiliger Abt nimbiert, den Hrabanus Maurus den Päpsten Gelasius I. und Gregor dem Großen. Sturmi wurde so zur Repräsentationsfigur der asketischen Anfänge des Klosters und seiner vermeintlich urbenediktinischen Tradition. Während Lioba 836 erneut umgebettet wurde und ihre endgültige Ruhestätte in St. Peter auf dem Petersberg fand, befinden sich die Reliquien Sturmis bis heute im Dom zu Fulda, allerdings aufgrund der Baumaßnahmen des 18. Jahrhunderts nicht mehr am ursprünglichen Ort. Der Schädel ist, von einer Mitra gekrönt, im Dommuseum ausgestellt. 1139 sprach Papst Innozenz II. Sturmi, dessen zunächst von seinem Verwandten Abt Eigil († 822) so entschieden geförderter Kult später in den Hintergrund getreten zu sein scheint, beim zweiten Laterankonzil in Rom offiziell heilig. Ende Oktober 2009 wurde auf dem neugestalteten Fuldaer Borgiasplatz eine lebensgroße Bronzestatue des Heiligen, Nachbildung einer alten Holzplastik im Stadtteil Malkes eingeweiht. Damit wurde endlich ein Plan verwirklicht, welcher schon 1879 zum 1100. Todestag Sturmius von Stadtrat und Bürgerausschuss gefasst worden war.

## Gedenktag
Der katholische, evangelische und orthodoxe Gedenktag ist der 17. Dezember, der Tag des Hl. Ignatius, auf den die Anniversarfeier Sturmis wegen der Nähe seines Todestages zu diesem Heiligenfest von Abt Eigil verlegt worden war.

## Ikonografie
- als heiliger Abt, nimbiert, barfuß im Mönchsgewand auf dem Frontispiz des Fuldaer Sakramentars (saec. X. 3/4, Göttingen, niedersächsische Staats- und Universitätsbibliothek 2 Ms. theol. 231 Cim., fol. 1v; vgl. Gereon Becht-Jördens: Litterae illuminatae. Zur Geschichte eines literarischen Formtyps in Fulda. In: Gangolf Schrimpf (Hrsg.): Kloster Fulda in der Welt der Karolinger und Ottonen [Fuldaer Studien 7]. Josef Knecht, Frankfurt am Main 1996, S. 326–364, hier S. 355–361; Abb. 5).
- als heiliger Abt, nimbiert und mit Buch an der Spitze der Fuldaer Mönche, Fuldaer Sakramentars (saec. X. 3/4, Göttingen, niedersächsische Staats- und Universitätsbibliothek 2 Ms. theol. 231 Cim., fol. 111r (Vgl. Becht-Jördens, Litterae illuminatae. Zur Geschichte eines literarischen Formtyps in Fulda. In: Gangolf Schrimpf (Hrsg.): Kloster Fulda in der Welt der Karolinger und Ottonen (s. unten Literatur) S. 348–351; Christine Sauer, Allerheiligenbilder in der Buchmalerei Fuldas. In: Gangolf Schrimpf (Hrsg.): Kloster Fulda in der Welt der Karolinger und Ottonen (s. unten Literatur) S. 365–402; Abb. 1).
- als heiliger Abt, nimbiert und mit Spruchband zusammen mit dem heiligen Bonifatius auf dem Frontispiz des Codex Eberhardi (saec. XII., Marburg, Staatsarchiv, Hs. K. 426, fol. 6r, vgl. Becht-JördensLitterae illuminatae. Zur Geschichte eines literarischen Formtyps in Fulda. In: Gangolf Schrimpf (Hrsg.): Kloster Fulda in der Welt der Karolinger und Ottonen (s. unten Literatur) S. 357; Abb. 7).
- spätere Darstellungen: vgl. Konrad Kunze, Sturmius von Fulda. In: Lexikon der christlichen Ikonographie, Bd. 8, Herder, Freiburg 1976, Sp. 410.

Siehe auch: Ikonografie